# السالا، کاگایان
السالا، کاگایان (به لاتین: Alcala, Cagayan) یک سکونتگاه مسکونی در فیلیپین است که در کاگایان واقع شده‌است.

## خصوصیات
السالا ۱۸۷٫۲۰ کیلومترمربع مساحت و ۳۷٬۷۷۳ نفر جمعیت دارد.